# Philipp Marschall
Philipp Marschall (Bad Salzungen, 5 febbraio 1988) è un ex fondista tedesco.

## Biografia
In Coppa del Mondo ha esordito il 27 dicembre 2008 a Oberhof (59°) e ha ottenuto il primo podio il 7 marzo 2010 a Lahti (3°). Non ha partecipato né a rassegne olimpiche né iridate.

## Palmarès

### Mondiali juniores
- 2 medaglie:
  - 1 oro (20 km a Malles Venosta 2008)
  - 1 argento (staffetta a Malles Venosta 2008)

### Coppa del Mondo
- Miglior piazzamento in classifica generale: 162º nel 2011
- 1 podio (a squadre):
  - 1 terzo posto